# 正丁基锂

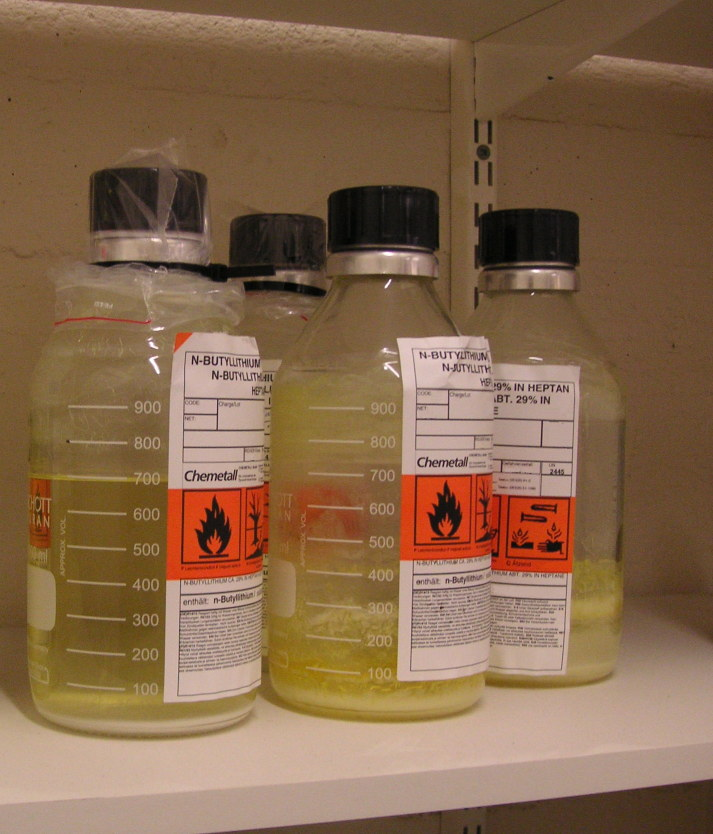
丁基鋰的庚烷溶液。

正丁基鋰（英文簡稱BuLi），常简称为丁基鋰，是最重要的有機鋰化合物。其被廣泛使用於彈性聚合物如聚丁二烯與苯乙烯-丁二烯-苯乙烯樹脂（SBS）的聚合起始劑。也常在工業上與實驗室中，用於有機合成中的強鹼（超強鹼）。
正丁基鋰通常以烷烴溶液（如戊烷、己烷、庚烷溶液）的形式販售。
雖然正丁基鋰本身為一種無色固體，但通常以淡黃色烷烴溶液的形式出現。這種溶液若保存得當能無限期保存，但實際上通常會隨時間緩慢分解，產生氫氧化鋰的白色細粉狀沉澱，溶液顏色並轉為橘色。

## 結構與鍵結
正丁基鋰在固態與大部分溶劑中，均以原子簇的形式存在。有機鋰化合物通常有聚集的傾向。正丁基鋰的原子簇，是由鋰和丁基末端的碳以離域共價鍵結合。以正丁基鋰為例，原子簇為四聚體（在醚中）或六聚體（在環己烷中）。其四聚體形成扭曲的立方烷結構，其中鋰與CH2R基的末端碳位於交錯的頂點上。也可視為Li4的正四面體與[CH2R]4的正四面體互相交錯而成的結構。原子簇內的鍵結類似乙硼烷，但因包含八個原子而更為複雜。由於正丁基鋰缺乏電子的特性，對路易斯鹼具有高度反應性。
由於碳（2.55）與鋰（0.98）電負度的巨大差異，C-Li鍵是高度極性的，電荷分離度估計約在55-95%。因此在實際用途上，正丁基鋰通常可當作丁基陰離子n-Bu−與鋰陽離子Li+，儘管這是不正確的：正丁基鋰並不是離子化合物。

## 製備
標準的正丁基鋰製備方式，是將1-溴丁烷或1-氯丁烷與金属鋰反應：
2 Li + C4H9X → C4H9Li + LiX
X = Cl, Br
此反應中的鋰含有1-3%的鈉。反應使用的溶劑可為苯、環己烷或乙醚。當使用溴丁烷為起始物時，產物為一均勻的溶液，含有溴化鋰及正丁基鋰的混合原子簇；而正丁基鋰與氯化鋰形成較弱的錯合物，故若使用氯丁烷為起始物，會產生氯化鋰的沉澱。

## 反應
正丁基鋰是一種強鹼，但依反應物的不同，也可作為強親核劑與還原劑。正丁基鋰中的鋰核心易與非質子性路易斯鹼，如醚與叔胺結合，使原子簇解聚。當作為一種強鹼使用時，此反應通常稱為金屬化反應（metalation）。反應通常於四氫呋喃及乙醚中進行，因為醚類是有機鋰衍生物的優良溶劑（見下文）。

### 金屬化反應
正丁基鋰最有用的化學性質之一，是它能將許多弱布朗斯特酸去除質子。叔丁基鋰與仲丁基鋰的鹼性更強。正丁基鋰可將許多種碳-氫鍵去除質子，尤其當共軛鹼可由電子離域化作用或雜原子（非碳原子）所穩定時。例子包括末端炔（H-CC-R）、甲基硫醚（H-CH2SR）、硫縮醛（H-CH(SR)2，如二硫烷）、甲基膦（H-CH2PR2）、呋喃、噻吩、二茂鐵（Fe(H-C5H4)(C5H5）等。去除質子反應產物丁烷的高穩定性與揮發性帶來使用上的方便，但在大規模反應中，也會因產生大量易燃氣體而成為問題。
LiC4H9 + R-H → C4H10 + R-Li
正丁基鋰的動力學鹼性強度受到溶劑與共溶劑的影響。能與Li+形成錯合物的配體，如四氫呋喃（THF）、四甲基乙二胺（TMEDA）、六甲基磷醯胺（HMPA）及1,4-二氮雜雙環[2.2.2]辛烷（DABCO）能使Li-C鍵結更為極性化，故能增進金屬化反應的速率。這些錯合物亦對鋰化反應產物的分離有所助益，如著名的例子二鋰代二茂鐵。
Fe(C5H5)2 + 2 LiC4H9 + 2 TMEDA → 2 C4H10 + Fe(C5H4Li)2(TMEDA)2
Schlosser鹼是一種混合正丁基鋰與叔丁氧鉀的超強鹼。在動力學上此鹼的反應性比正丁基鋰更佳，因此常被用於較為困難的金屬化反應。丁氧基陰離子與鋰形成錯合物，因此產生了比鋰試劑反應性更高的丁基鉀。
使用正丁基鋰為鹼的一個實例是胺基與碳酸二甲酯的加成，其中正丁基鋰扮演將胺去除質子的角色：
n-BuLi + R2NH + (MeO)2CO → R2N-CO2Me + LiOMe + BuH

### 鹵素－鋰交換
正丁基鋰與一些有機溴化物與碘化物發生置換反應，產生對應的有機鋰衍生物。此反應通常無法對有機氯化物或氟化物進行：
C4H9Li + RX → C4H9X + RLi (X = Br, I)
此反應在製備許多有機鋰化合物上非常實用，尤其是芳基鋰與某些乙烯基鋰。然而，此反應的實用性依然嚴重受到限制，由於反應混合物中的丁基溴與丁基碘，會與新產生的有機鋰化合物反應。另外正丁基鋰亦可當作鹼，以脫鹵化氫反應與置換反應競爭：
C4H9Br + RLi → C4H9R + LiBr
2C4H9Li + R'CH=CHBr → 2C4H10 + R'C≡CLi + LiBr
由於碘－鋰交換的速率比溴－鋰交換高數個數量級，當使用RI時這些副反應的傾向比使用RBr大幅降低。因此芳基、乙烯基與伯烷基碘是較佳的選擇，而通常使用叔丁基鋰而非正丁基鋰為試劑，因為產生的叔丁基碘會迅速與叔丁基鋰發生脫鹵化氫反應而消耗掉（因此需要2當量的叔丁基鋰）。另外，乙烯基鋰也可由乙烯基鹵化物（如環己烯基氯）與鋰金屬直接反應，或經由錫－鋰交換而產生（見下一章節）。

### 轉換金屬反應
轉換金屬反應是一類與此相關的反應，顧名思義，是兩種有機金屬化合物交換金屬的反應。許多此類反應包含鋰與錫的交換：
C4H9Li + Me3SnAr → C4H9SnMe3 + LiAr
其中Ar代表芳基，Me代表甲基
在製備有機鋰化合物時，錫－鋰交換反應與鹵素－鋰交換反應相比，有一個重要的優點，因為產物中的錫化合物（如上述例子中的C4H9SnMe3）對鋰試劑的反應性比對應的鹵化物（如C4H9Br或C4H9I）低很多。其他可進行此類轉換反應的金屬與類金屬包括有機汞、硒與碲化物。

### 羰基加成
包括正丁基鋰在內的有機鋰化合物，可被用於某些醛與酮的合成。一種合成途徑是使用有機鋰與雙取代醯胺反應：
R1Li + R2CONMe2 → LiNMe2 + R2C(O)R1

### 碳鋰化反應
正丁基鋰能與某些活化的末端烯烴，如苯乙烯、丁二烯甚至乙烯進行加成反應，產生新的有機鋰化合物。此反應是商業上應用丁基鋰製造聚苯乙烯與聚丁二烯的基礎：
C4H9Li + CH2=CH-C6H5 → C4H9-CH2-CH(Li)-C6H5

### 四氫呋喃的分解
四氫呋喃能被正丁基鋰去除與氧相鄰的四個質子之一，尤其在TMEDA的存在下反應更易進行。此反應消耗正丁基鋰並產生丁烷，並引發環加成反應的逆反應，產生乙醛的烯醇盐與乙烯。因此以四氫呋喃為溶劑的正丁基鋰反應，通常在低溫（如-78 °C，可由乾冰與丙酮的混合冰浴簡易產生）下進行。稍高的溫度（-25 °C甚至-15 °C）亦有所使用。

### 熱分解
當正丁基鋰加熱時，發生與其他具有β氫的有機鋰化合物相似的反應，脫去β氫陰離子並產生1-丁烯與氫化鋰：
C4H9Li -Δ→ LiH + CH3CH2CH=CH2

## 安全
在合理的化學認知中，正丁基鋰必須在惰性氣體的密封系統中儲存與使用，以防止試劑失去活性並維持安全。正丁基鋰與水劇烈反應：
C4H9Li + H2O → C4H10 + LiOH
正丁基鋰亦與二氧化碳反應，產生戊酸鋰：
C4H9Li + CO2 → C4H9CO2Li
叔丁基鋰極易與空氣與水分反應，其水解反應放出的熱量足夠點燃溶劑（通常為四氫呋喃、乙醚或己烷），因此當接觸空氣時便會點燃。在某些情況下（如針頭中），正丁基鋰由於產生鋰的氧化物與氫氧化物作為屏障，可能會自行隔絕空氣，阻止進一步與氧氣反應。這種情況類似在鋁金屬表面形成的氧化層。叔丁基鋰具有自燃性，而正丁基鋰則無，但為防止分解仍應於乾燥的氮氣中使用。

## 外部連結
- 計算化學維基